# 1473 Ounas
Ounas (asteróide 1473) é um asteróide da cintura principal com um diâmetro de 17,58 quilómetros, a 1,9649937 UA. Possui uma excentricidade de 0,2365838 e um período orbital de 1 508,33 dias (4,13 anos).
Ounas tem uma velocidade orbital média de 18,56490968 km/s e uma inclinação de 13,65754º.
Esse asteróide foi descoberto em 22 de Outubro de 1938 por Yrjö Väisälä.